# Гилвачи (Сату Маре)
Гилвачи (рум. Ghilvaci) насеље је у Румунији у округу Сату Маре у општини Мофтину. Oпштина се налази на надморској висини од 118 m.

## Становништво
Према подацима из 2002. године у насељу је живело 436 становника.

### Попис2002.
| Расподела становништва по националности 2002.‍ | Расподела становништва по националности 2002.‍ | Расподела становништва по националности 2002.‍ | Расподела становништва по националности 2002.‍ | Расподела становништва по националности 2002.‍ |
| --------------------------------------------- | --------------------------------------------- | --------------------------------------------- | --------------------------------------------- | --------------------------------------------- |
|                                               |                                               |                                               |                                               |                                               |
| Румуни                                        | Румуни                                        |                                               | 303                                           | 70,3%                                         |
| Мађари                                        | Мађари                                        |                                               | 106                                           | 24,6%                                         |
| Роми                                          | Роми                                          |                                               | 6                                             | 1,4%                                          |
| Украјинци                                     | Украјинци                                     |                                               | 16                                            | 3,7%                                          |